# 电锯甜心
《电锯甜心》是一款丧尸題材电子游戏，由Grasshopper Manufacture开发，并发行于PlayStation 3和Xbox 360平台（台灣發行日英文合版）。游戏的主角是虚构的加州高中生朱丽叶·斯塔林，而她实际上是一名丧尸猎人。Grasshopper Manufacture首席执行官须田刚一担任游戏的创作总监，人设则由日本插畫家猫将军创作。
高清复刻版《电锯甜心RePOP》于2024年9月12日在任天堂Switch、PlayStation 5、Windows和Xbox Series X/S平台上发售。PlayStation 4与Xbox One版将于2024年11月发售。

## 游戏玩法
《电锯甜心》是一款砍殺遊戲。在游戏中，朱丽叶的主要武器是她的電鋸，但她也能使用特技来杀僵尸。当玩家完成特定任务后，朱丽叶的电锯将会升级。而须田也表示游戏的一部分“可能会融入声音”。

## 情节
《电锯甜心》讲述了丧尸猎人朱丽叶·斯塔林（日版声优为日笠陽子和喜多村英梨）在自己就读的圣·罗梅洛高中对付成群僵尸的故事。由于她男朋友尼克（日版声优鈴村健一）被僵尸咬伤了，朱丽叶斩下并带走了他的头颅，而身首异处的尼克仍然活着。对手僵尸受“僵尸摇滚领主团”领导，而僵尸的爆发则是由朱丽叶的前同学、邪恶的哥特巫师斯旺（日版声优岡本信彦）造成的。

## 开发
在2011年7月游戏信息公布之前，在一篇1UP.com2010年10月介绍角川书店及合作伙伴Grasshopper Manufacture和Prope的文章中，以未名游戏“时尚行动”来提到了《电锯甜心》。须田称其“非常波折”并很有趣，他乐观地表示游戏将成为“全球市场中真正的大手笔”。
华纳互动将包揽日本以外的发行，而导演詹姆斯·冈恩也参与了游戏剧本和人物的设计。冈恩表示，许多在电影等工作上协助他的人亦参与了《电锯甜心》的工作。
在2012年2月1日，电朋克乐队肆无忌惮乐团的Jimmy Urine称将为游戏的BOSS段谱曲，此外他还为朋克摇滚风的BOSS进行了配音。

## 服装

### 合作商服装
《电锯甜心》收录了5套与TV版动画的跨界合作服装，分别为：魔乳秘剑帖——魔乳千房装扮，死囚乐园——小白装扮，学园默示录——宫本丽、毒岛冴子装扮，这样算是僵尸吗？——春奈装扮。

### 游戏平台独占服装
PlayStation 3平台独占服装为日式女仆装、条纹比基尼；Xbox 360平台独占服装为性感贝壳比基尼、性感骑装。

## 后续
2022年5月，时任角川游戏的负责人安田善巳宣布离开角川成立新的游戏公司Dragami Games，而角川游戏旗下的部分游戏IP将转由Dragami Games名下，其中包括了《电锯甜心》。同年7月，Dragami Games宣布将与2023年发售《电锯甜心》的高清重制版，但是原参与游戏的詹姆斯·古恩和须田刚一都宣布该项目与其无关。

## 脚注
1. 1 2  Ishaan. . siliconera. 2012-03-05  [2012-03-06]. （原始内容存档于2012-03-08） （英语）.
2. ↑  Anoop Gantayat. . Andriasang.com. 2012-03-06  [2012-03-06]. （原始内容存档于2013-01-01） （英语）.
3. ↑  . Siliconera. 2011  [2011-07-20]. （原始内容存档于2011-07-25） （英语）.
4. ↑  . 1UP.com. 2011  [2011-07-22]. （原始内容存档于2012-01-13） （英语）.
5. 1 2 3  . Fami通. 2012-03-08  [2012-03-23]. （原始内容存档于2012-03-13） （日语）.
6. ↑  . James Gunn. 2011  [2011-08-01] （英语）.
7. ↑  . Giant Bomb.   [2012-03-23]. （原始内容存档于2012-02-14） （英语）.
8. ↑  . 1UP.com. 2010  [2011-07-23]. （原始内容存档于2012-07-18） （英语）.
9. ↑  Johnny Cullen. . vg247. 2011-08-01  [2011-08-01]. （原始内容存档于2011-09-01） （英语）.
10. ↑  Jim Sterling. . Destructoid. 2012-02-01  [2012-03-23]. （原始内容存档于2012-03-15） （英语）.
11. ↑  Lollipop Chainsaw Remake Announced for 2023 （页面存档备份，存于）.IGN.2022-07-05.[2022-11-17].